# 虢文公
虢文公（?—?），西周时期虢国国君，谥号文公，又称虢季。今本《竹书纪年》周宣王十五年（前813年）：“王锡虢文公命。”《国语·周语上》：“宣王即位，不藉千亩，虢文公谏曰，不可。”虢文公鼎：“虢文公子段作叔妃鼎，其万年无疆，子子孙孙永宝用享。”虢文公鬲：“虢文公子段作叔妃鬲，其万年子子孙孙永宝用享。”
| 前任： 虢宣公 | 虢国君主 | 繼任： 虢石父 |